# Kyrkhults socken
Kyrkhults socken i Blekinge ingick i Listers härad, uppgick 1967 i Olofströms köping och området ingår sedan 1971 i Olofströms kommun och motsvarar från 2016 Kyrkhults distrikt i Blekinge län.
Socknens areal är 214,8 kvadratkilometer, varav land 202,9. År 2000 fanns här 2 933 invånare. Tätorten Vilshult samt tätorten Kyrkhult med sockenkyrkan Kyrkhults kyrka ligger i denna socken.  

## Administrativ historik
Socknen bildades som en utbrytning ur Jämshögs socken där Kyrkhults församling bildades 1865 med ansvar för de kyrkliga frågorna  Kyrkhults landskommun bildades 16 oktober 1863 för de borgerliga frågorna. Landskommunen uppgick 1967 i Olofströms köping som 1971 blev Olofströms kommun.
1 januari 2016 inrättades distriktet Kyrkhult, med samma omfattning som församlingen hade 1999/2000.
Socknen har tillhört fögderier, tingslag och domsagor enligt vad som beskrivs i artikeln Listers härad.
Socken indelades fram till 1901 i en del av de 115 båtsmanshåll som fanns i Jämshögs socken, vars båtsmän tillhörde Blekinges 6:e (3:e före 1845) båtsmanskompani.

## Geografi
Kyrkhult socken ligger i Holjeåns övre lopp i nordvästligaste Blekinge. Blekinges högsta punkt, Rävabacken (189,65 m ö.h.), ligger i Farabol, nära gränsen mot Småland och Skåne. Mörrumsån bildar gräns i öster. Socknen består av skogsbygd med talrika mossar och småsjöar.

## Fornminnen
Gravröse finns väster om Farabol. På en udde i Hörnsjön finns en medeltida borgruin.

## Namnet
Namnet (1555 Kyrckhylt), taget från kyrkbyn, har efterledet hult, dunge, förledet kan tolkas som vid vägen till kyrkan (Jämshögs) eller hultet ägt av kyrkan.

## Befolkningsutveckling
| Befolkningsutvecklingen i Kyrkhults socken 1870–1990         | Befolkningsutvecklingen i Kyrkhults socken 1870–1990 | Befolkningsutvecklingen i Kyrkhults socken 1870–1990 | Befolkningsutvecklingen i Kyrkhults socken 1870–1990 | Befolkningsutvecklingen i Kyrkhults socken 1870–1990 |
| ------------------------------------------------------------ | ---------------------------------------------------- | ---------------------------------------------------- | ---------------------------------------------------- | ---------------------------------------------------- |
|                                                              |                                                      |                                                      |                                                      |                                                      |
| År                                                           |                                                      |                                                      | Folkmängd                                            |                                                      |
| 1870                                                         | 1870                                                 |                                                      | 4 711                                                |                                                      |
| 1880                                                         | 1880                                                 |                                                      | 5 208                                                |                                                      |
| 1890                                                         | 1890                                                 |                                                      | 5 100                                                |                                                      |
| 1900                                                         | 1900                                                 |                                                      | 5 141                                                |                                                      |
| 1910                                                         | 1910                                                 |                                                      | 4 985                                                |                                                      |
| 1920                                                         | 1920                                                 |                                                      | 4 806                                                |                                                      |
| 1930                                                         | 1930                                                 |                                                      | 4 479                                                |                                                      |
| 1940                                                         | 1940                                                 |                                                      | 4 364                                                |                                                      |
| 1950                                                         | 1950                                                 |                                                      | 4 089                                                |                                                      |
| 1960                                                         | 1960                                                 |                                                      | 3 679                                                |                                                      |
| 1970                                                         | 1970                                                 |                                                      | 3 285                                                |                                                      |
| 1980                                                         | 1980                                                 |                                                      | 3 307                                                |                                                      |
| 1990                                                         | 1990                                                 |                                                      | 3 219                                                |                                                      |
| Anm: Källor: Demografiska databasen, CEDAR, Umeå universitet |                                                      |                                                      |                                                      |                                                      |

### Fotnoter
1. 1 2 3  Svensk Uppslagsbok andra upplagan 1947–1955: Kyrkhult socken
2. 1 2  Harlén, Hans; Harlén Eivy (2003). Sverige från A till Ö: geografisk-historisk uppslagsbok. Stockholm: Kommentus. Libris 9337075. ISBN 91-7345-139-8
3. ↑  "Ostkanten" om Blekinge och Södra Möres båtsmän
4. ↑  Geografiskt-statistiskt handlexikon öfver Sverige, C.M. Rosenberg 1882-83.
5. 1 2  Sjögren, Otto (1932). Sverige geografisk beskrivning del 3 Blekinge, Kristianstads, Malmöhus och Hallands län samt staden Göteborg. Stockholm: Wahlström & Widstrand. Libris 9940
6. 1 2 3  Nationalencyklopedin
7. ↑  Fornlämningar, Statens historiska museum: Kyrkhults socken
8. ↑  Fornminnesregistret, Riksantikvarieämbetet: Kyrkhults socken Fornminnen i socknen erhålls på kartan genom att skriva in sockennamn (utan "socken") i "Ange geografiskt område"